# مارتا سانشيز سولير
مارتا سانشيز سولير (بالإسبانية: Marta Sánchez Soler)‏ هي ناشطة حقوق الإنسان مكسيكية، ولدت في 1941 في فرنسا.